# 永野若松
永野 若松（ながの わかまつ、1898年（明治31年）5月7日 - 1977年（昭和52年）3月30日 ）は、日本の内務官僚。福井県知事などを歴任し、特に原爆被災時の（官選）長崎県知事として知られる。

## 来歴
福岡県北九州市小倉区生まれ。東京帝国大学工学部電気工学科卒業後、同大学法学部に編入し卒業後、内務省に入省。厚生省労政課長、警視庁刑事部長、同特高部長、内務省保安部長、福井県知事、東海地方協議会参事官、内務省防空総本部総務局長を経て1945年4月21日、長崎県知事に任命された。

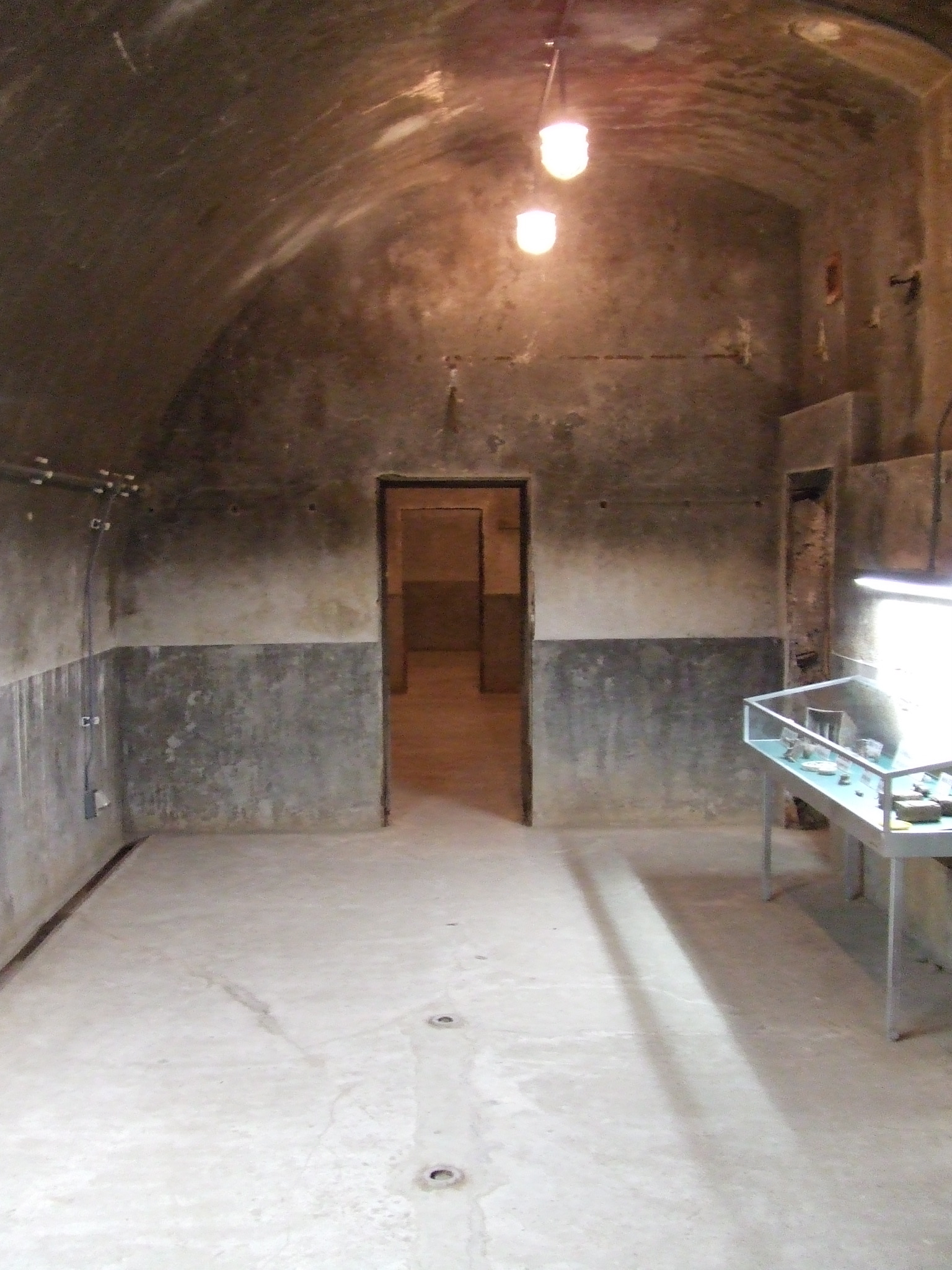
被爆時に防空本部の会議が行われていた立山防空壕の内部（現状）/ 一番奥が知事室

同年8月8日夕方、広島市への原子爆弾投下後に被災状況を実見し、長崎に帰った西岡竹次郎代議士から広島の惨状を聞いた永野は、警察との協議で現時点で無傷である長崎にも原子爆弾が投下される可能性が高いとの結論に至った。翌日8月9日、長崎市内立山町・諏訪公園内の防空壕に置かれた県防空本部に幹部を招集、「新型爆弾」被災時の対策を協議した。長崎に投下された原爆に被災したのはこの最中であったが、爆心地から金比羅山を隔てて約2.7km離れており、かつ防空壕内であったため、一時的に停電が起こったほかに直接の被害はなかった。またこの時点では県庁など行政機関が所在するいわゆる「旧市内」はほとんど大きな被害もなく、爆心地である浦上地区の惨状についてほとんど防空本部には伝わらず、永野は九州地方総監府などへの直後の第一報として「広島ノ被害ニ比較シ被害ノ程度極メテ軽微ニシテ死者並ニ家屋ノ倒壊ハ僅少ナリ」との電報を打った。

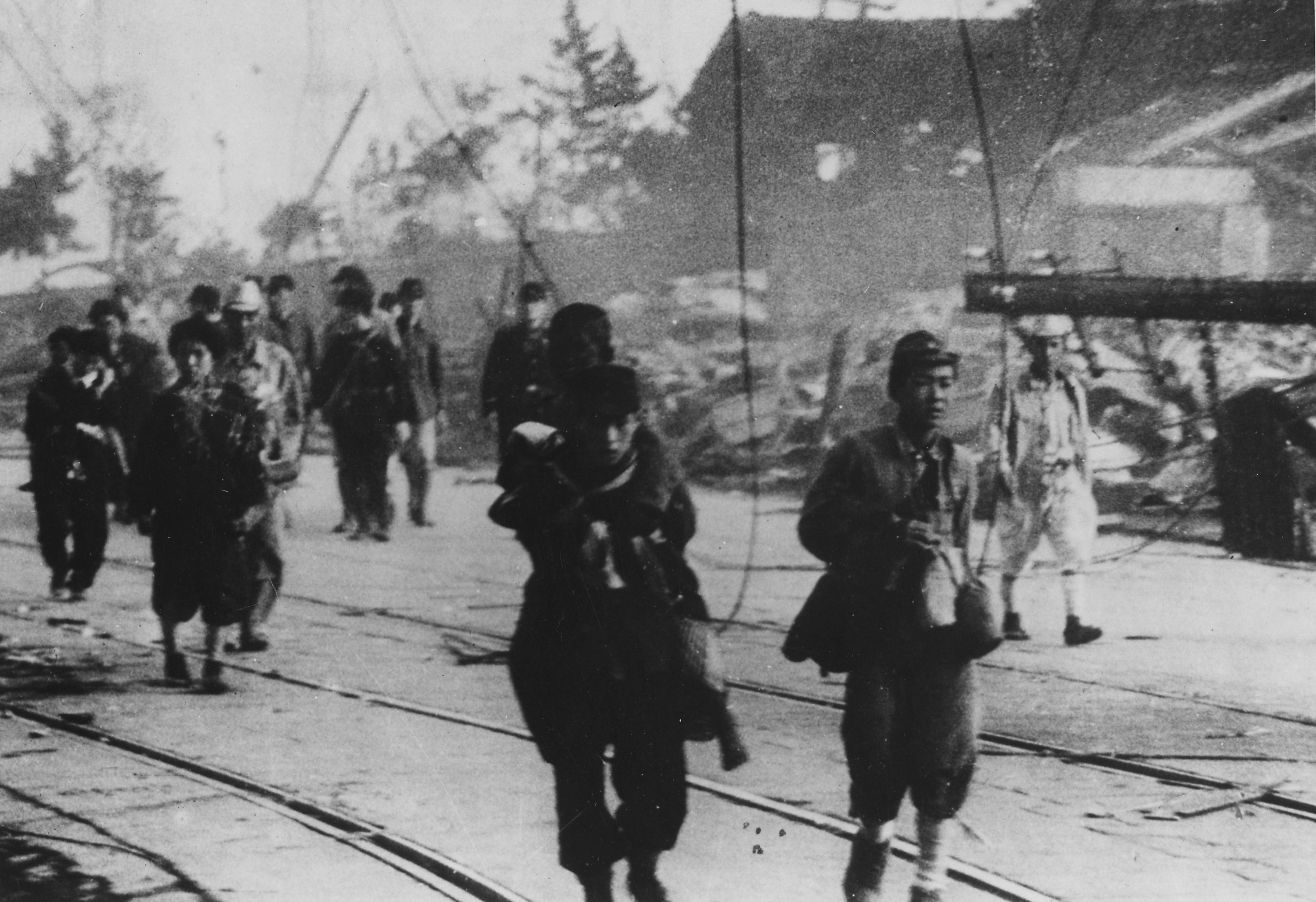
8月10日、爆心地より2.5kmの地点で浦上方面から避難する被爆者たちの姿（山端庸介撮影）

さらに、被爆後1時間以上経過した12時30分頃、突如長崎県庁（爆心地より3.3km）から火災が起こり（爆発時の熱線が可燃物に引火し、しばらく燻っていたのが燃え上がったものと推測されている）、これが付近一帯に拡がって大火となったため、旧市内と浦上地区との間の交通が遮断され、永野ら県当局者は、鎮火までしばらくの間被爆の実情を把握することができなかった。しかしその日の夕刻近くになって、浦上方面から重傷を負った多数の被爆者が避難してくるのを目の当たりにし、また爆心地近くの平野町にあった自宅の様子を見に帰っていた岡田寿吉長崎市長から被害の報告を聞いたことから、永野は内務省に訂正の報告電報を打ち、各方面に救援を要請するとともに自身も10日未明爆心地方面の視察を行った。それから打電する内容も「被害は全市に及び死傷者約５万人位と認む」「長崎駅以北は全然存在する家屋なし」などと変化し、翌月3日まで11回にわたって緊急報告を発信し続けた。
永野はその後、県の最高責任者として被爆直後の被災地の復旧、被爆者の救援を指揮し、8月15日の終戦に際しては、「徹底抗戦」を唱える軍・憲兵の説得に尽力した。1946年1月25日、GHQにより、特高部長の前歴を理由に公職追放処分となり、長崎県知事を依願免官した。1951年（昭和26年）8月6日に追放解除され、1952年（昭和27年）の第25回衆議院議員総選挙で福岡4区から無所属で立候補したが落選した。その後、新日本証券顧問などを務め、1977年（昭和52年）3月30日に急性肺炎により逝去する。

## 関連文献
- 広島市・長崎市原爆災害誌編集委員会『原爆災害：ヒロシマ・ナガサキ』岩波現代文庫、2005年